# Station Épinay-sur-Seine
Station Épinay-sur-Seine is een spoorwegstation aan de spoorlijn Ermont-Eaubonne - Champ-de-Mars. Het ligt in de Franse gemeente Épinay-sur-Seine in het departement Seine-Saint-Denis (Île-de-France).

## Geschiedenis
Het station is op 1 juli 1908 geopend aan de spoorlijn La Plaine - Ermont-Eaubonne. Een deel van deze spoorlijn werd in 1988 opgenomen in de spoorlijn Ermont-Eaubonne - Champ-de-Mars.

## Ligging
Het station ligt op kilometerpunt 16,667 van de spoorlijn Ermont-Eaubonne - Champ-de-Mars (nulpunt tussen Invalides en Musée d'Orsay)

## Diensten
Het station wordt aangedaan door treinen van de RER C tussen Pontoise en Massy-Palaiseau of Pont-de-Rungis - Aéroport d'Orly. Sommige treinen hebben in plaats van Pontoise Montigny - Beauchamp als eindpunt, in verband met capaciteitsproblemen.

## Vorig en volgend station
| Richting                            | Vorig station | Lijn  | Volgend station | Richting                                                |
| ----------------------------------- | ------------- | ----- | --------------- | ------------------------------------------------------- |
| Pontoise C1 Montigny - Beauchamp C3 | Saint-Gratien | RER C | Gennevilliers   | Massy-Palaiseau C2 Pont-de-Rungis - Aéroport d'Orly C12 |